# Tam giác Penrose

Tam giác Penrose

Tam giác Penrose, còn được biết đến là Penrose tribar, hoặc Impossible tribar, là một hình tam giác bất khả thi (Vật thể bất khả thi). Nó được tạo ra lần đầu tiên bởi nghệ sĩ người Thụy Điển Oscar Reutersvärd vào năm 1934. Nhà tâm thần học Lionel Penrose cùng với con trai là nhà toán học Roger Penrose độc lập đã phát minh ra và phổ biến nó vào những năm 1950, mô tả nó là "bất khả thi ở dạng tinh khiết nhất" của tam giác Penrose. Nó được đề cập trong các tác phẩm của nghệ sĩ M. C. Escher, với những mô tả trước đó về các vật thể bất khả thi một phần đã truyền cảm hứng cho nó.

## Vật thể bất khả thi
Tribar là một vật thể rắn, được tạo thành từ ba chùm hình vuông thẳng đứng, đáp ứng theo chiều ngược lại ở các góc vuông tại các đỉnh của tam giác mà chúng hình thành. Các chùm tia có thể bị vỡ do thay đổi góc nhìn, tạo thành hình khối.

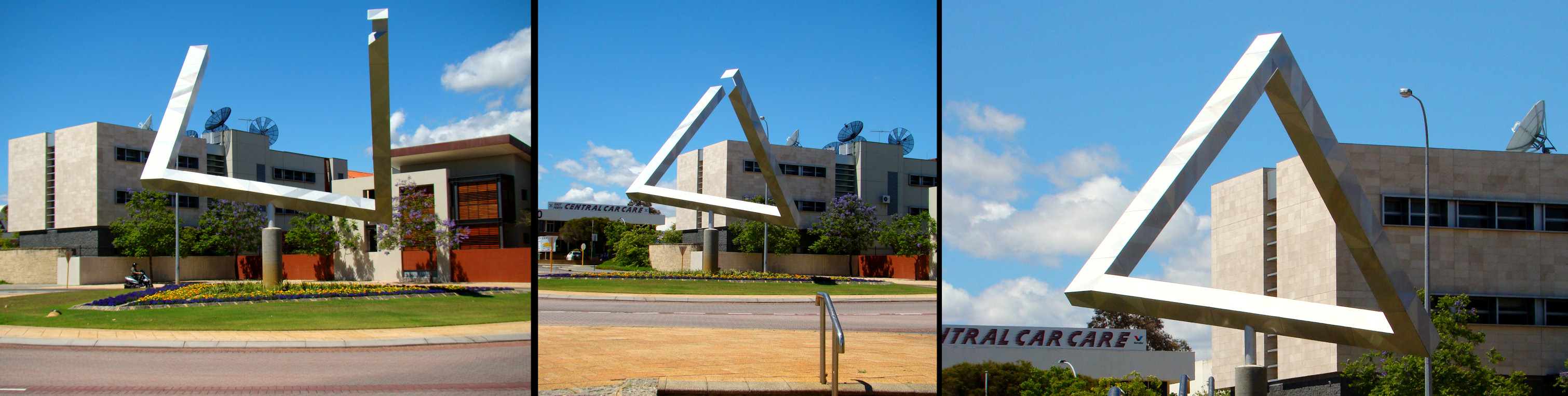
Tác phẩm ảo giác thị giác tam giác bất khả thi ở East Perth, Tây Úc.

Sự kết hợp các thuộc tính này không thể được thực hiện bởi bất kỳ đối tượng ba chiều nào trong Không gian Euclide.  Một vật thể như vậy có thể tồn tại trong một số Euclidean đa tạp 3.  Ngoài ra còn có hình dạng rắn ba chiều, mỗi hình dạng, khi được nhìn từ một góc nhất định, xuất hiện giống như mô tả 2 chiều của tam giác Penrose trên trang này (ví dụ - hình ảnh liền kề mô tả tác phẩm điêu khắc ở Perth, Châu Úc). Thuật ngữ "tam giác Penrose" có thể tham chiếu đến mô tả 2 chiều hoặc chính đối tượng bất khả thi.
M.C. Escher's in thạch bản Waterfall (1961) mô tả một nguồn nước chảy trong một đường ngoằn ngoèo dọc theo các cạnh dài của hai tam giác Penrose dài, để nó kết thúc cao hơn hai tầng so với nó bắt đầu. Thác nước tạo thành các cạnh ngắn của cả hai hình tam giác, điều khiển một bánh xe nước. Escher trợ giúp chỉ ra rằng để giữ cho bánh xe quay một số nước đôi khi phải được thêm vào để bù đắp cho sự bay hơi.

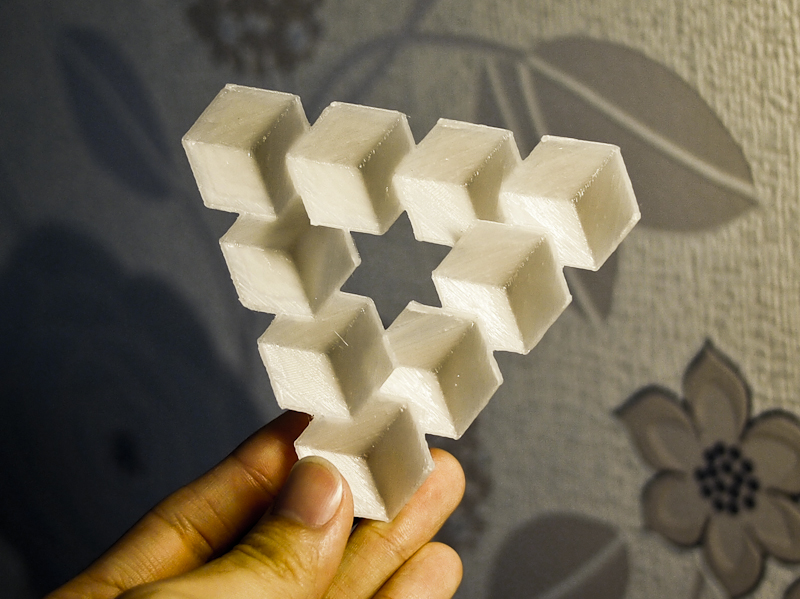
Một bản in 2D của Tam giác Reutersvärd

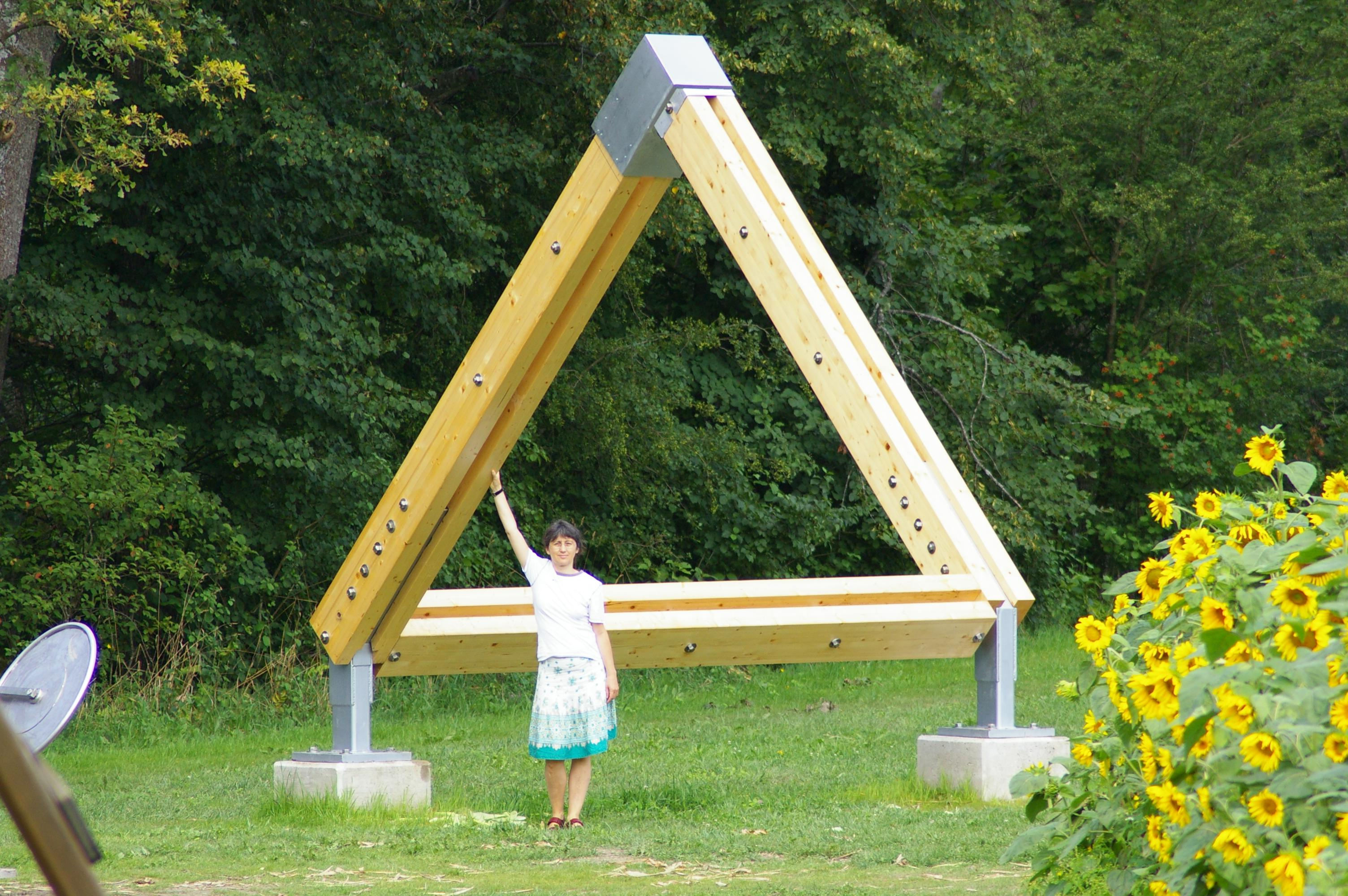
Tác phẩm điêu khắc Tam giác bất khả thi ở Gotschuchen, Áo

Nếu một đường thẳng được tìm quanh tam giác Penrose, một Mặt Mobius 4 vòng được hình thành..
Mặc dù tribar được đặt tên là một trong những vật thể bất khả thi, nhưng vẫn còn tồn tại nhiều vật thể phù hợp hơn với cùng một thể loại. Các vật thể không thể khác bao gồm cái nĩa của quỷ dữ, con voi, và vòm bất khả thi.

## Các đa giác Penrose khác
Mặc dù có thể xây dựng tương tự với tam giác Penrose với các hình dạng khác và đa giác thông thường để tạo ra đa giác Penrose, hiệu ứng hình ảnh không nổi bật, và khi các cạnh tăng lên, vật thể dường như chỉ bị biến dạng hoặc xoắn.

Hình vuông Penrose
Ngũ giác Penrose
Lục giác Penrose
Bát giác Penrose